# Ouaouaron
Lithobates catesbeianus
 (mai 2008).
Si vous disposez d'ouvrages ou d'articles de référence ou si vous connaissez des sites web de qualité traitant du thème abordé ici, merci de compléter l'article en donnant les références utiles à sa vérifiabilité et en les liant à la section « Notes et références ».
Espèce
Synonymes
- Rana catesbeiana Shaw, 1802
- Rana pipiens Daudin, 1802
- Rana mugiens Merrem, 1820
- Rana scapularis Harlan, 1826
- Rana conspersa LeConte, 1855
- Rana nantaiwuensis Hsü, 1930

Statut de conservation UICN

 LC : Préoccupation mineure
Répartition géographique
Lithobates catesbeianus est une espèce d'amphibiens de la famille des Ranidae. Elle est appelée ouaouaron, ou wawaron, grenouille mugissante ou grenouille-taureau (de l'anglais : bullfrog). Le mot « ouaouaron » est d'origine wendat. Cette espèce est la plus grosse grenouille d'Amérique du Nord. Elle a été introduite dans de nombreux pays du monde et est aujourd'hui qualifiée d'espèce envahissante.

## Description
Le corps du museau au cloaque mesure de 111 à 178 mm pour les mâles et de 120 à 183 mm pour les femelles, adulte elle pèse 600 g exceptionnellement jusqu'à 1 kg. Les pattes postérieures en extension atteignent jusqu'à 25 cm. Le dos varie du vert olive au brun foncé avec souvent des taches plus sombres et l'abdomen est crème moucheté de gris. Le mâle a la gorge de couleur jaune et le diamètre du tympan est équivalent au double de celui de l'œil. La femelle a la gorge de couleur crème et le diamètre du tympan équivalent à celui de l'œil. Les grenouilles adultes ont un squelette osseux ; les extrémités de certains os maintiennent un cartilage propre à la phase larvaire (quand le squelette était cartilagineux). La structure osseuse représente 6,5 % du poids de l'animal vivant. Cette espèce se reconnait par l'absence de repli dorso-latéral et un repli cutané uniquement autour du tympan. Le chant est grave et lent, en séries de 5 à 6 meuglements sourds. Elle peut vivre de 8 à 9 ans dans la nature et jusqu'à 16 ans en captivité.

## Répartition et habitat

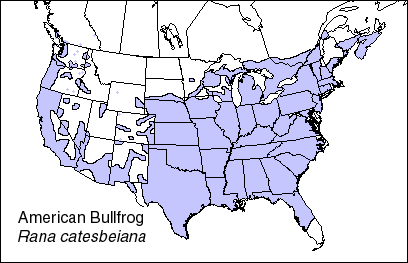
Répartition du ouaouaron au Canada et aux États-Unis

Lithobates catesbeianus est originaire de la côte est des États-Unis, de la frontière mexicaine à la région des Grands Lacs, ainsi que du sud-est du Canada. L'espèce est aussi présente dans le Midwest.
Dans son milieu, cette espèce peuple les lacs étangs et rivières. La ouaouaron est inféodée aux milieux aquatiques mais est peu exigeante vis-à-vis de la qualité de son habitat. Elle occupe des milieux lentiques tels que des lacs, mares, fossés, gravières en eau ou encore des bassins artificiels. Cependant, elle est aussi capable d'utiliser les eaux courantes pour se déplacer.

## Comportement
Les mâles sont agressifs et territoriaux, surtout pendant la période de reproduction. Leur territoire peut couvrir 3 à 35 mètres de berges. Ils produisent un appel grave et sonore qui peut s'apparenter au beuglement d'un taureau. Au cours de l'automne, les adultes entrent en hibernation. Ils peuvent se réfugier dans la vase et édifier une sorte de petite caverne pour se protéger. Ils reprennent leurs activités lorsque la température de l'eau est supérieure à 13 °C et celle de l'air à 20-24 °C. Les têtards n'hibernent pas et restent actifs tout au long de l'année. Grâce à ses fortes pattes, cette grenouille peut parcourir de longues distances aussi bien dans l'eau que sur terre. Les trajets les plus étendus observés par Raney (1940) sont ceux réalisés de nuit et après de fortes pluies. Par ailleurs, il remarque une importante variation interindividuelle, certains individus effectuant de grands déplacements et d'autres adoptant un comportement plus sédentaire.

## Régime alimentaire
Le ouaouaron est un prédateur opportuniste : il se sustente de toutes les proies vivantes qu'il peut capturer et maîtriser. Il chasse à l'affût et est actif de jour comme de nuit. Ses principales proies sont les grenouilles, les têtards, les petits poissons et les écrevisses. On a trouvé dans son estomac des restes de rongeurs, de petits reptiles, d'amphibiens, d'écrevisses, d'oiseaux et de chauves-souris.

## Reproduction

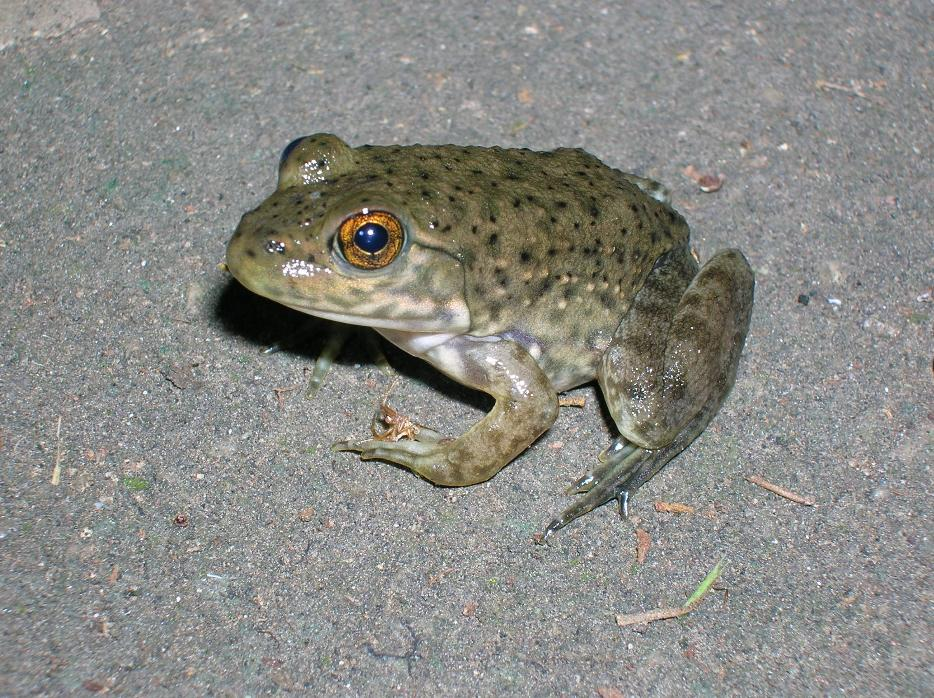
Ouaouaron juvénile.

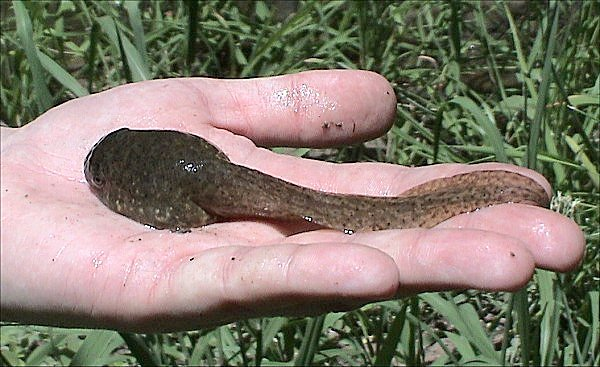
Têtard de Ouaouaron.

Les mâles chantent pour marquer leur territoire, une sorte de beuglement. La femelle pond de 3 000 à 24 000 œufs une à deux fois par an. Le têtard mesure de 7 à 15 cm avant la métamorphose, il est vert variable et ponctué de petites taches noires sur le corps et la queue. La vie larvaire dure de 1 à 3 ans en France. Elle atteint sa maturité sexuelle 2 à 4 ans après la métamorphose. Les juvéniles mangent divers arthropodes (principalement des insectes), des mollusques, des têtards, d'autres petites grenouilles ainsi que des petits poissons. Le têtard est omnivore (œufs de poissons, et d'autres amphibiens, invertébrés, débris végétaux, déjection, cadavres).

## Prédateur
Les principaux prédateurs du ouaouaron sont : les poissons carnassiers, les serpents, les canards, les échassiers, les corneilles, les rapaces, les insectes aquatiques, les mammifères carnivores et les autres grenouilles de son espèce (cannibalisme).

## Espèce exotique envahissante
L'espèce est qualifiée « d'envahissante » notamment en France. Elle a été introduite volontairement dans de nombreuses parties du monde, où elle perturbe alors les équilibres naturels et menace principalement les autres espèces d'amphibiens : en Europe (Allemagne, Belgique, France, Grèce, Italie, Pays-Bas), en Asie (Chine, Japon, Taïwan), en Amérique (Argentine, Brésil, Colombie, Cuba, Équateur, Hispaniola, Jamaïque, Porto Rico, Uruguay, Venezuela).
Depuis 2016, cette espèce est inscrite dans la liste des espèces exotiques envahissantes préoccupantes pour l'Union européenne. Cela signifie qu'elle ne peut pas être importée, élevée, transportée, commercialisée, ou libérée intentionnellement dans la nature, et ce nulle part dans l'Union européenne.
En France elle fait partie de la Liste des espèces exotiques envahissantes interdites. Le fait d'introduire volontairement dans le milieu naturel, de transporter, colporter, utiliser, mettre en vente, vendre ou acheter un spécimen d'une espèce animale ou végétale de cette liste est puni par la loi française de trois ans d'emprisonnement et de 150 000 € d'amende (article L 415-3 du code de l'environnement)

### L'introduction du ouaouaron

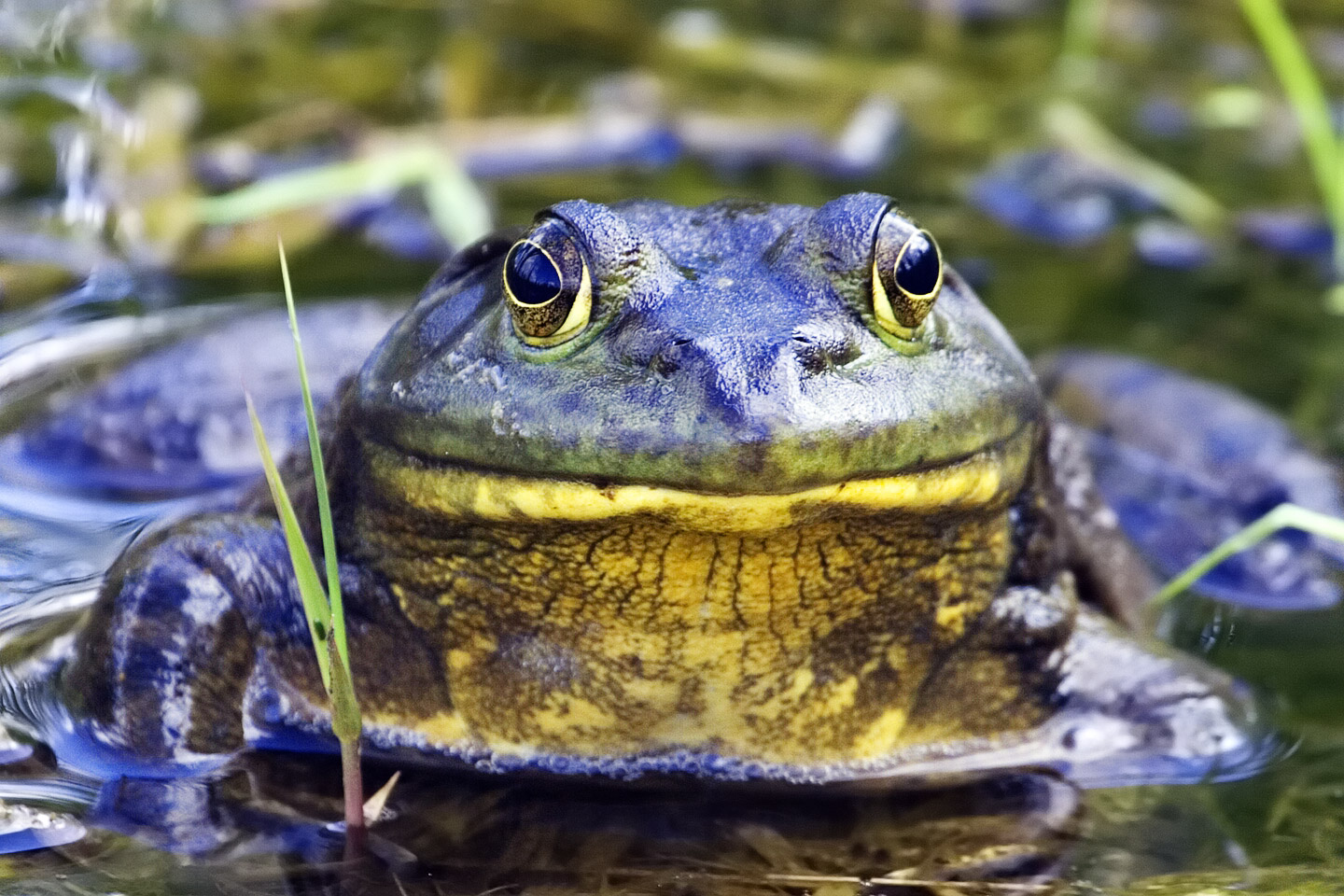
Lithobates catesbeianus.

Le ouaouaron a été introduit volontairement par l'Homme dans plusieurs pays. Pour l'élevage (consommation humaine avec sa chair, confection de sacs et chaussures avec sa peau), l'utilisation en tant qu'animal de compagnie ou de jeu (concours de saut) et, comme agent de contrôle d'insectes ravageurs et autres pestes.
Des introductions involontaires peuvent découler du marché des animaux de compagnie (par exemple, des œufs collés aux plantes destinées à l'aquariophilie ou des têtards). L'espèce est ainsi apparue dans de nombreux pays européens tels que l'Allemagne, la Belgique, l'Espagne, la France, la Grèce, l'Italie, les Pays-Bas ou encore le Royaume-Uni. Elle se retrouve également en Chine et au Japon ainsi que dans de nombreuses îles du Pacifique, dans les Grandes Antilles et dans certains pays d'Amérique du Sud : Brésil, Colombie, Cuba.
En France, au XIXe siècle, divers essais d'introduction ont vraisemblablement échoué. Cependant, au moins une introduction a réussi en 1968 en Gironde : l'aviateur Armand Lotti a rapporté d'Amérique du Nord une dizaine d'individus pour son bassin d'ornementation. Quelques-uns de ces individus se sont ensuite déplacés et ont colonisé les points d'eau adjacents. La taille de la population a considérablement augmenté et l'espèce s'est étendue sur de nombreux sites en Aquitaine.

### Les mécanismes de l'invasion
Afin de contrer les effets d'une forte pression de prédation dans son aire naturelle de répartition, Lithobates catesbeianus a développé une capacité de reproduction élevée (grand nombre d'œufs par ponte) et un taux de survie des larves important. De ce fait, dans les milieux d'introduction, l'absence de prédateurs naturels permet à l'espèce de proliférer et la rend plus compétitive que les amphibiens autochtones voisins. Cet amphibien ayant de plus de bonnes facultés d'adaptation et une importante capacité de déplacement, est alors très prolifique dans les milieux où l'introduction a réussi. À l'échelle d'un ensemble de sites, l'hypothèse de l'expansion de la grenouille-taureau en France correspond à un processus en 2 phases : l'occupation des espaces à faible concurrence interspécifique, généralement des milieux soumis à de fortes perturbations d'origine anthropique et la migration et colonisation des zones humides voisines lorsque la population devient trop importante.

### Impacts sur les milieux colonisés
La grenouille-taureau bouleverse les écosystèmes naturels et menace incontestablement la faune des zones humides. Elle est désignée comme une espèce pouvant entraîner des déséquilibres biologiques et son importation est interdite dans l'ensemble des pays européens. L'introduction de cette grenouille a provoqué dans de nombreux pays, la régression de populations autochtones et la disparition de plusieurs espèces indigènes (particulièrement des espèces d'amphibiens). Elle peut également être vecteur d'agents pathogènes exotiques que les espèces autochtones ne savent pas combattre. Dans de nombreux cas, les populations autochtones sont préalablement menacées par la disparition des zones humides et par diverses pollutions d'origine anthropique.

### Exemple de mesure contre l'invasion
L'association Cistude nature en Aquitaine a mis en place un programme pluriannuel (2003-2007) devant permettre l'élaboration d'un plan d'éradication de cette espèce envahissante. Il consiste à étudier la biologie de la grenouille-taureau et à tester des méthodes de capture et d'élimination afin de proposer des techniques efficaces.

## Étymologie
Le nom latin de cette espèce (lithobates catesbeianus) fut choisi en l'honneur du naturaliste anglais Mark Catesby.

## Au zoo
Le parc zoologique de Paris détient quelques spécimens présentés au public.

## Galerie

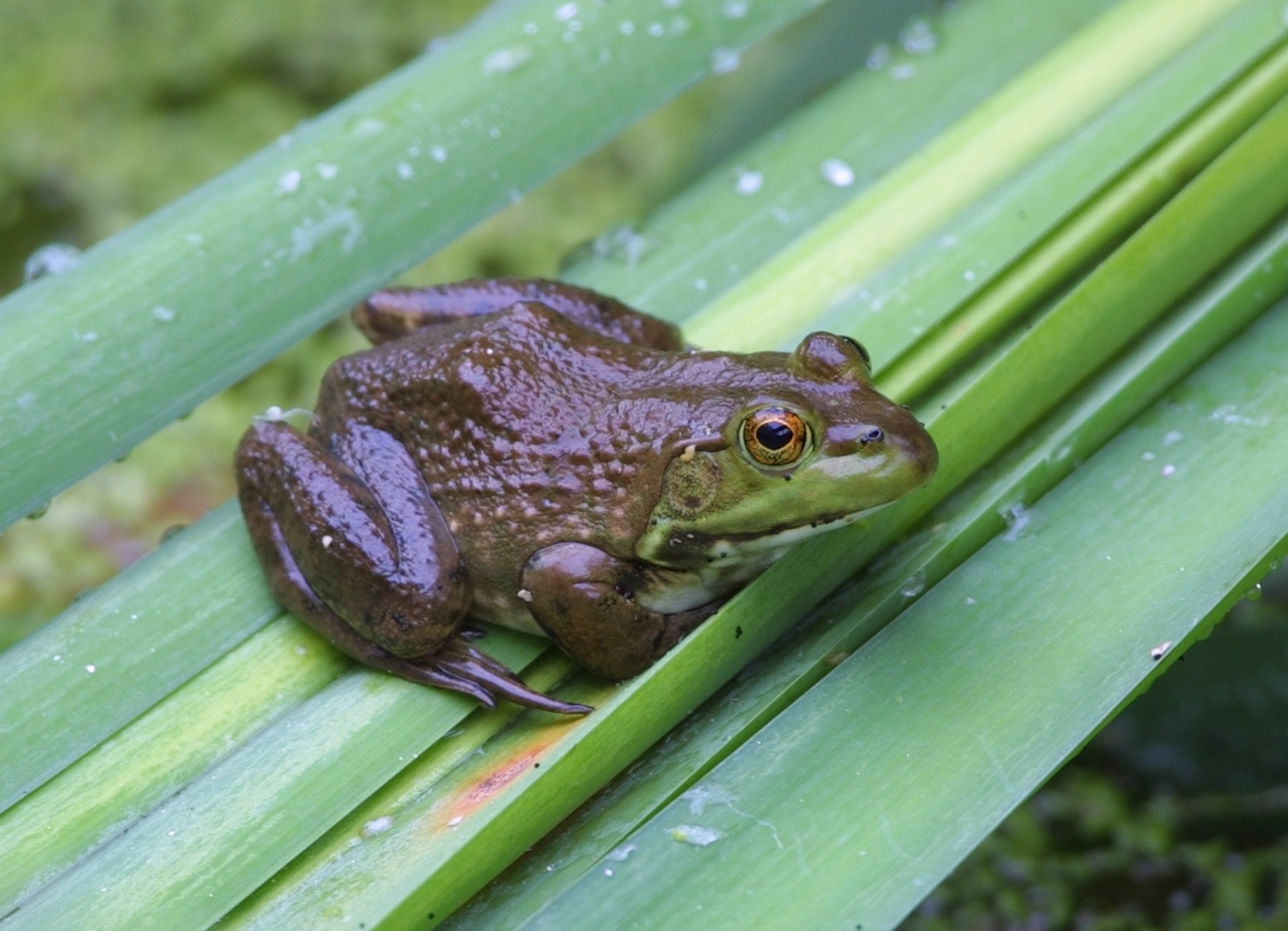
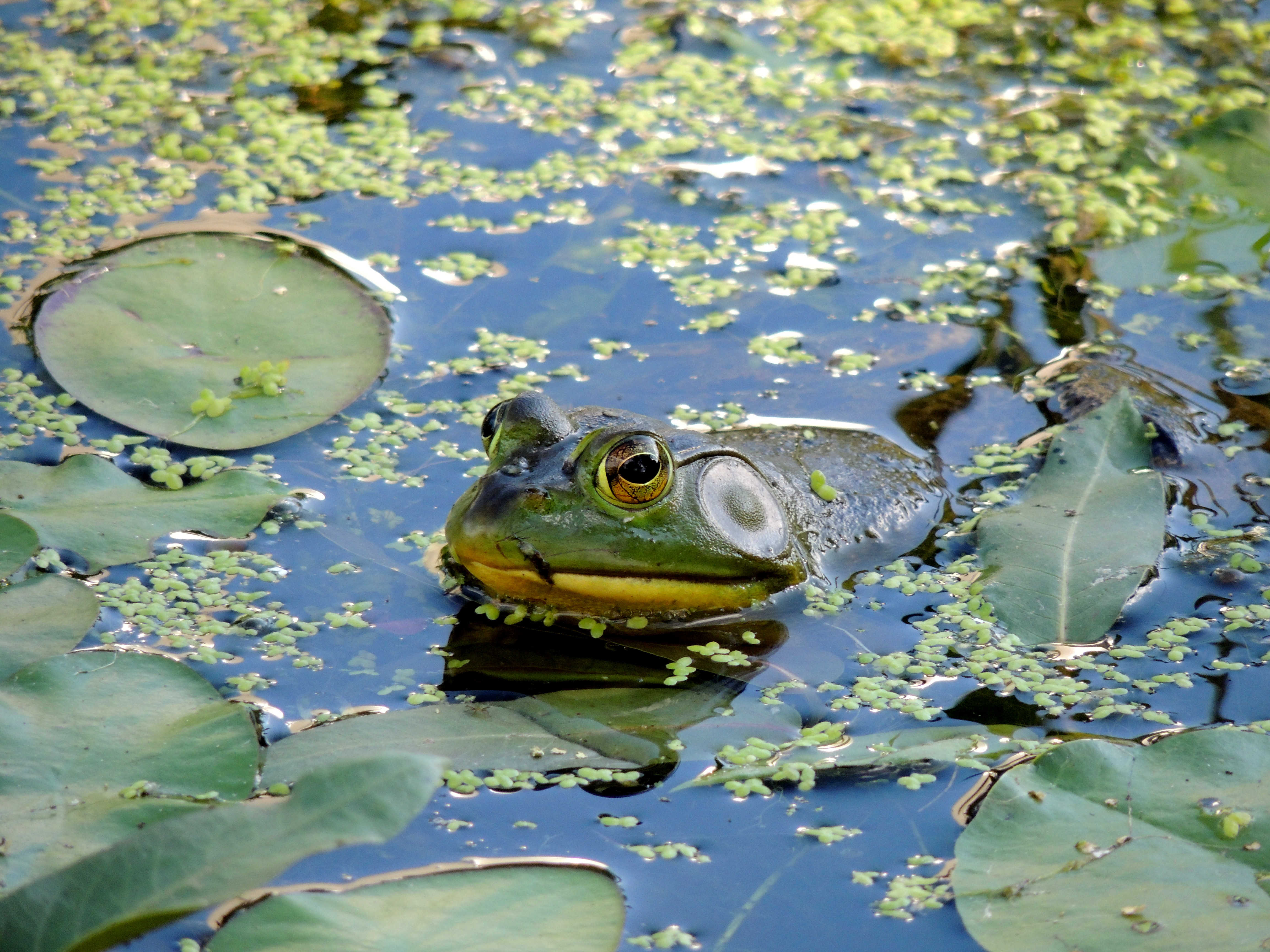
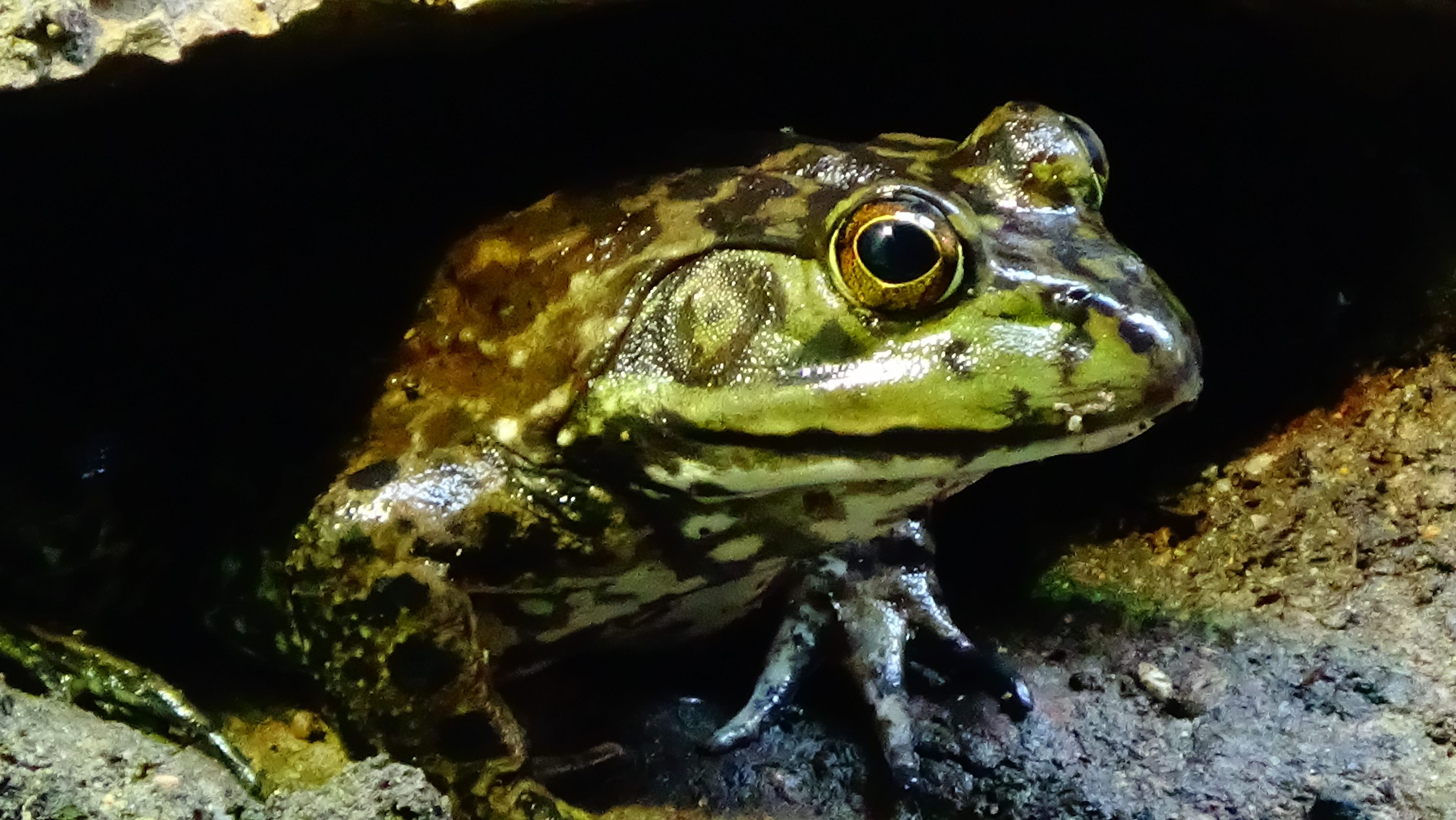
Au parc zoologique de Paris.
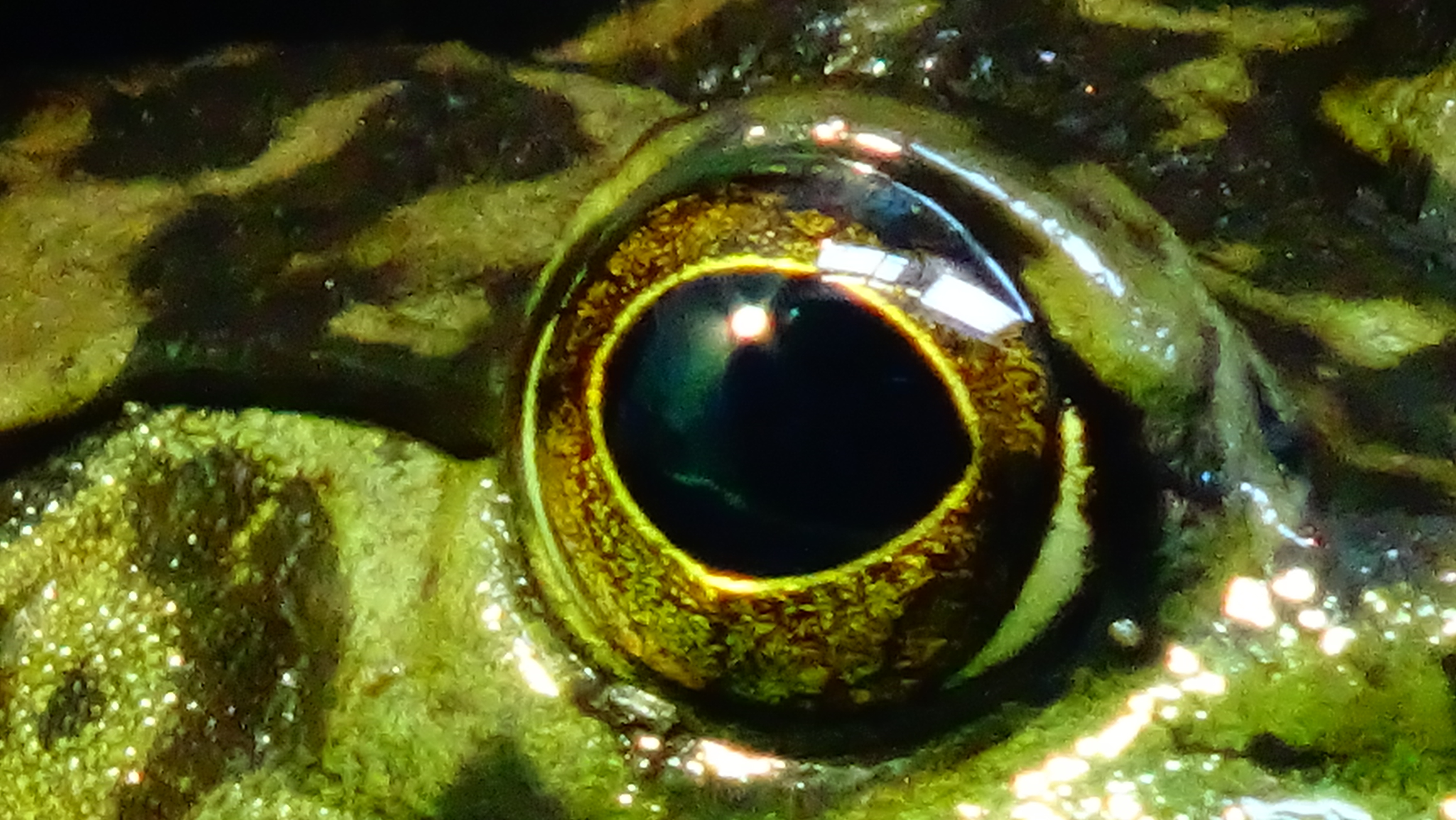
Œil.
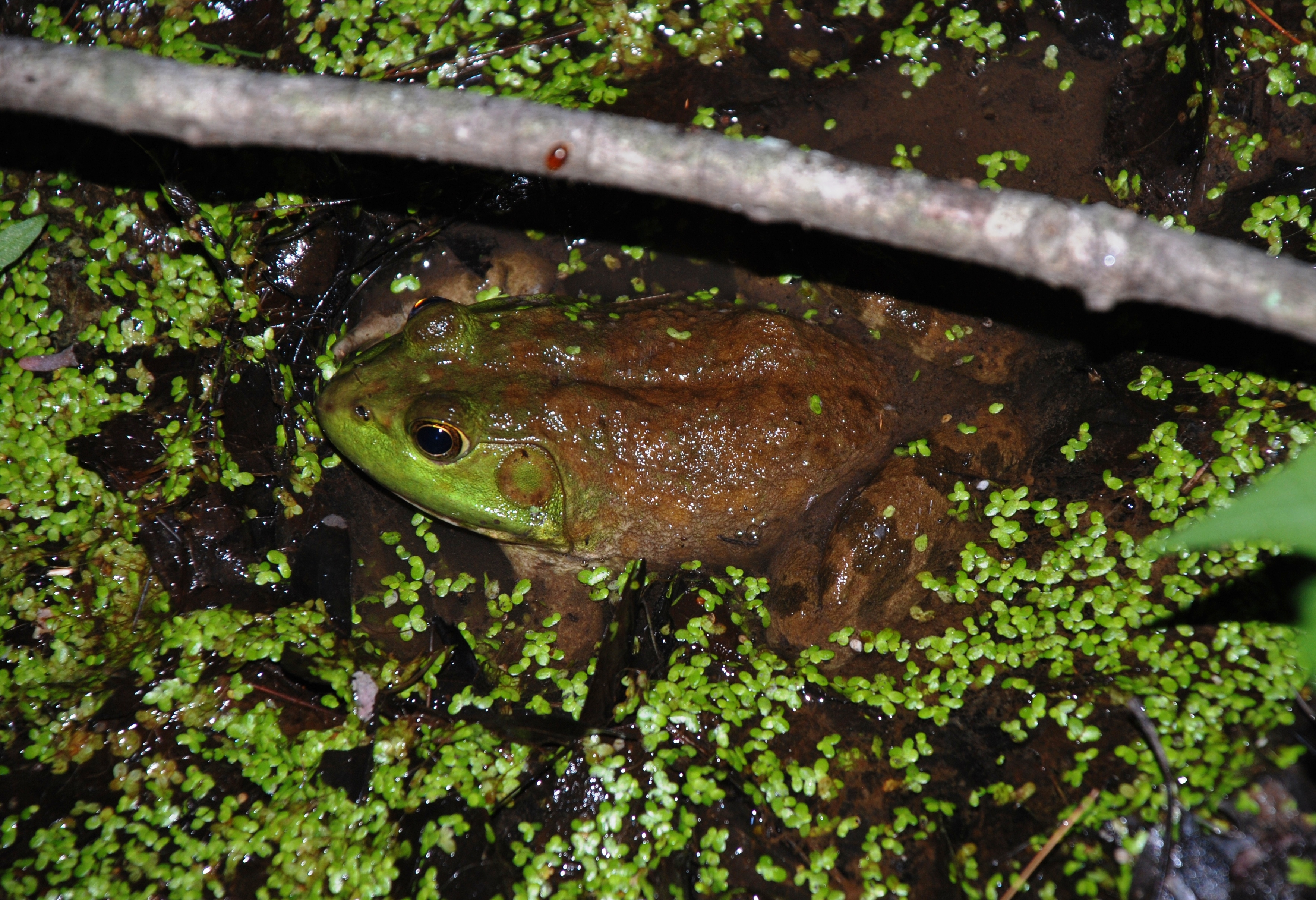
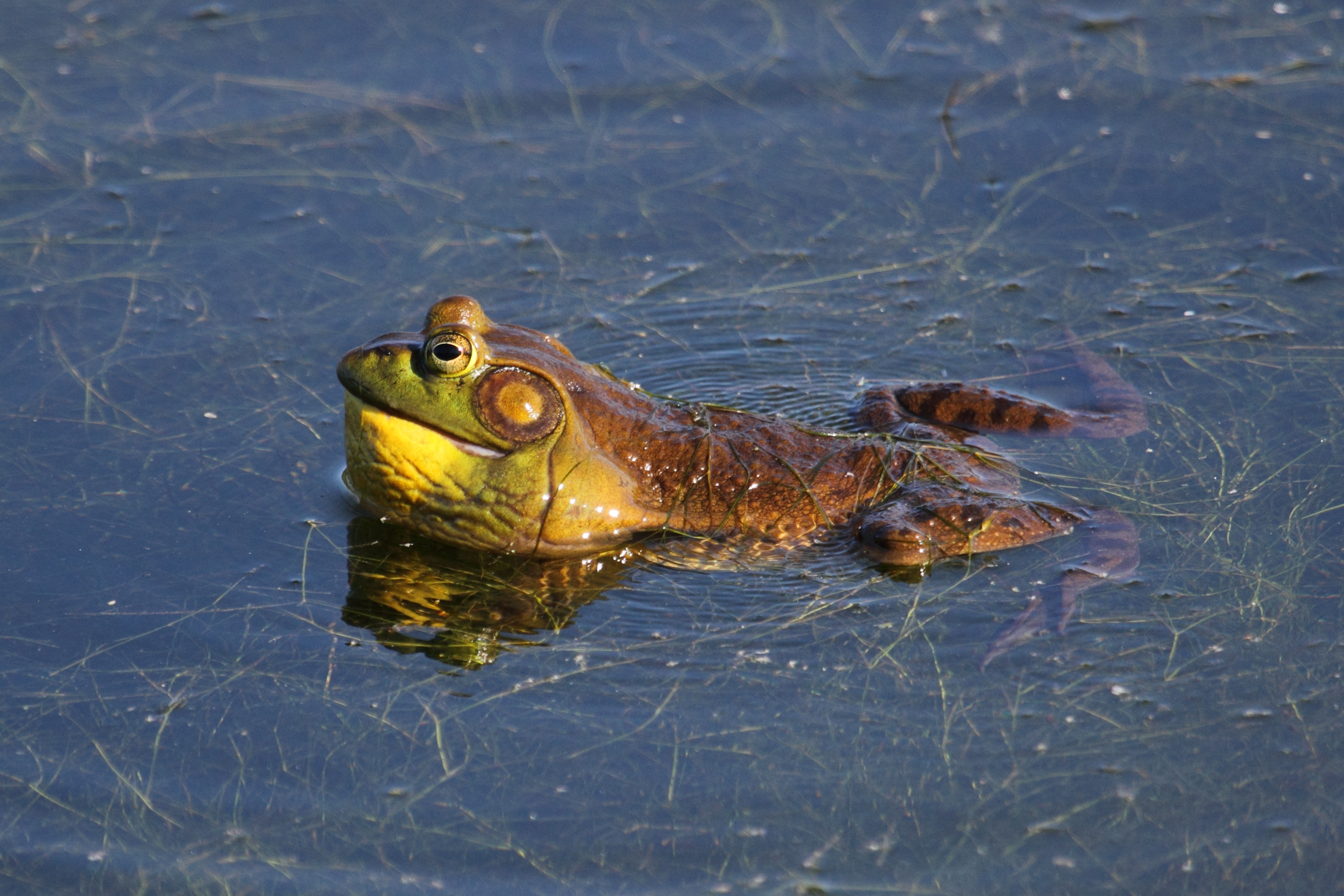
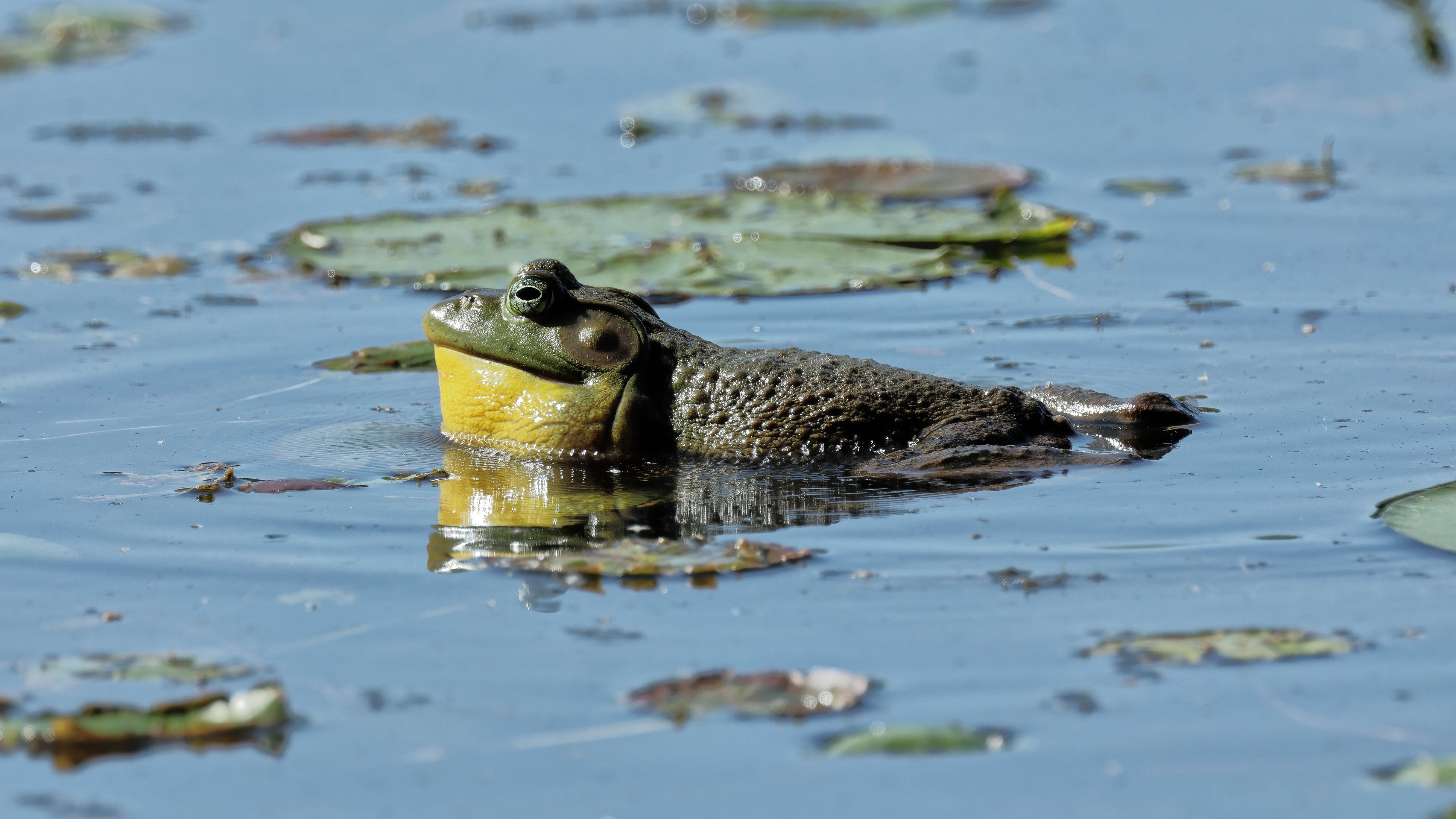

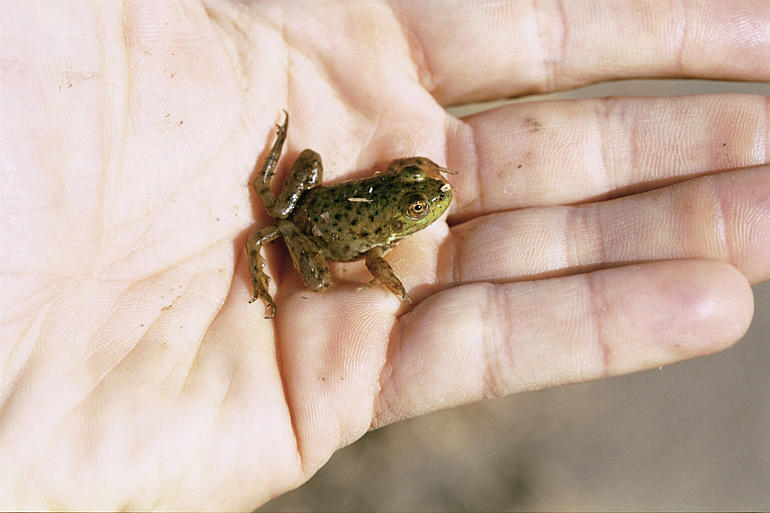
Tout jeune spécimen.
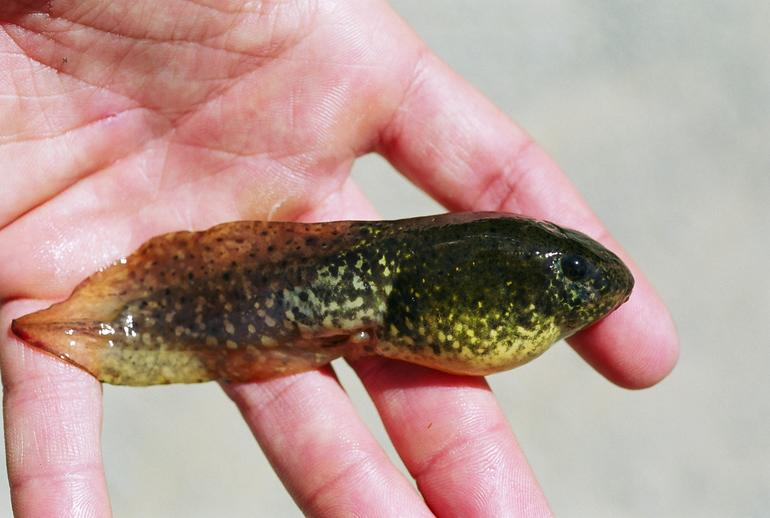
Têtard de belle taille.
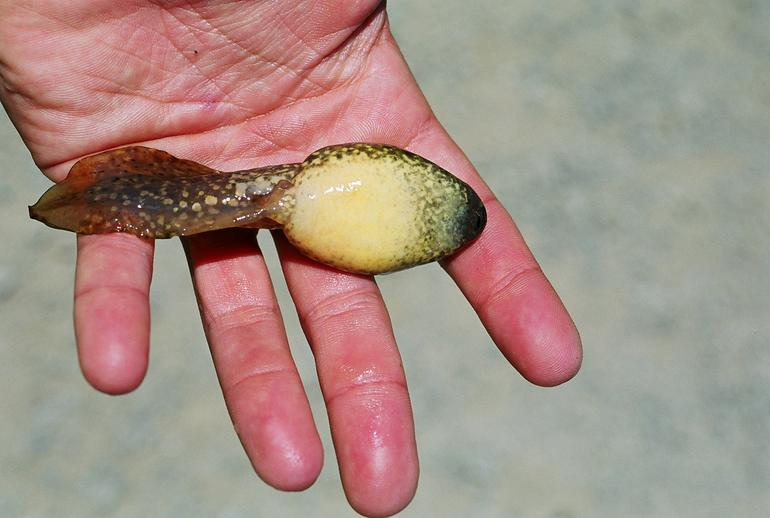
Vue ventrale.
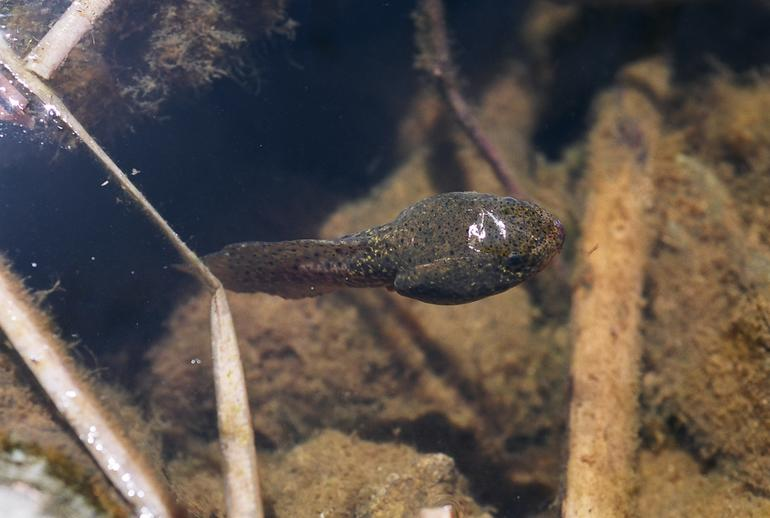
Dans l'eau.

## Publication originale
- (en) George Shaw et James F. Stephens, General Zoology; or, Systematic Natural History, vol. 3 : Amphibia, Londres, G. Kearsley, 1802 (lire en ligne).